# ベイソス
ベイソス（ベイサス、英語：Bathos）とは、元々は特異なタイプの悪詩を指す言葉。語源はギリシャ語のβάθος（深さ）。現在では、美術、パーフォマンスまで広く用いられている。より厳密に言えば、ベイソスとは、調和の取れていない高級さと低級さの組み合わせによって引き起こされた、意図されたものではないユーモアである。しかし、その落差が意図したものである場合は、それは（文学ジャンルとしての）バーレスク（Burlesque）あるいは擬似英雄詩と言えるかも知れない。感情、とくに悲哀を扱う「ペーソス」（Pathos）と混同されることもある。

## 定義

### 『The Art of Sinking in Poetry』
「ベイソス」という語が著しい高級さと低級さの組み合わせとして使われた最初は、アレキサンダー・ポープのエッセイ『Peri Bathous, Or the Art of Sinking in Poetry』（1727年）である。これは偽ロンギヌス（偽ロンギノス、Longinus）の『Peri Hupsous（崇高について）』の散文体のパロディで、ポープが偽ロンギヌスのやり方を模倣した目的は、その中で同時代の詩人たちを嘲笑するためで、つまり、抗争相手の「ばかども（dunces）」への痛烈な一撃であった。
ポープのこのエッセイの手本となったのは、ニコラ・ボアロー＝デプレオーによる『Peri Hupsous』の研究書（1712年）だった。ポープはボアローを絶賛したが、偽ロンギヌスの（と謳いながら実際はボアローを訳しただけの）英訳本を1726年に出したのは、ポープ（とスウィフト）の敵の1人レナード・ウェルステッド（Leonard Welsted）だった。ポープの敵たちがこの本を支持したため、ポープは『Miscellanies』というスウィフト、ジョン・ゲイ、ジョン・アーバスノット John Arbuthnotとの共著に『Peri Bathos』を書き、敵たちの学説を批判して対抗した。ボアローが詩を高め、畏敬の念を起こさせるような方法について詳述したのに対して、ポープは詩において作者が「下落する」に違いない方法を長々と説明し、ポープが『Odes』を出版した時以来の敵だったアンブローズ・フィリップス（Ambrose Philips）一派を風刺した。
ポープの悪詩マニュアルは貧弱に書くための多くの方法、「下降する」ためのすべての方法を提供したが、中でも、今でもよく知られている方法が、非常にシリアスなものと非常に取るに足らないものを組み合わせることだった。シリアスさと取るにたらぬもののラディカルな並列は、2つの結果を生む。1つは「decorum」つまり主題に合った適切さの破壊、もう1つは予期しない間違った組み合わせが生み出すユーモアである。

### 以降の発展
ポープの時代以降、「ベイソス」という言葉は、いくつかの美術形式、時には出来事にもに使われるようになったが、おそらくペーソス（Pathos）との混同から、ユーモラスと同じくらい「pathetic（哀れを誘う）」何かという意味になった。
作者が意識してシリアスなものと取るに足らないものをミックスする時、その結果はシュールで不条理なユーモアになる。しかし、意図せずにそうなった時には（たとえば、映画製作者たちが言う「潜水帽をかぶった着ぐるみのゴリラ」のような）、その結果はベイソスである。
おそらく、キッチュのいくつかは（たとえば、ティツィアーノ・ヴェチェッリオの『最後の晩餐』の絵柄の布巾や、拳銃型のライターなど、とくに取るに足らないコンテクストでシリアスあるいは崇高な主題を複製したもの）、コンクリート・アート（具体的な美術）の中でベイソスを表現している。
無邪気で無自覚的で誠実なベイソスの中に備わっている美学的失敗への、寛容ではないが偏見のない楽しみは、キャンプ感覚の要素である、と最初に分析したのはスーザン・ソンタグの1964年のエッセイ『キャンプについてのノート』だった。

## 例

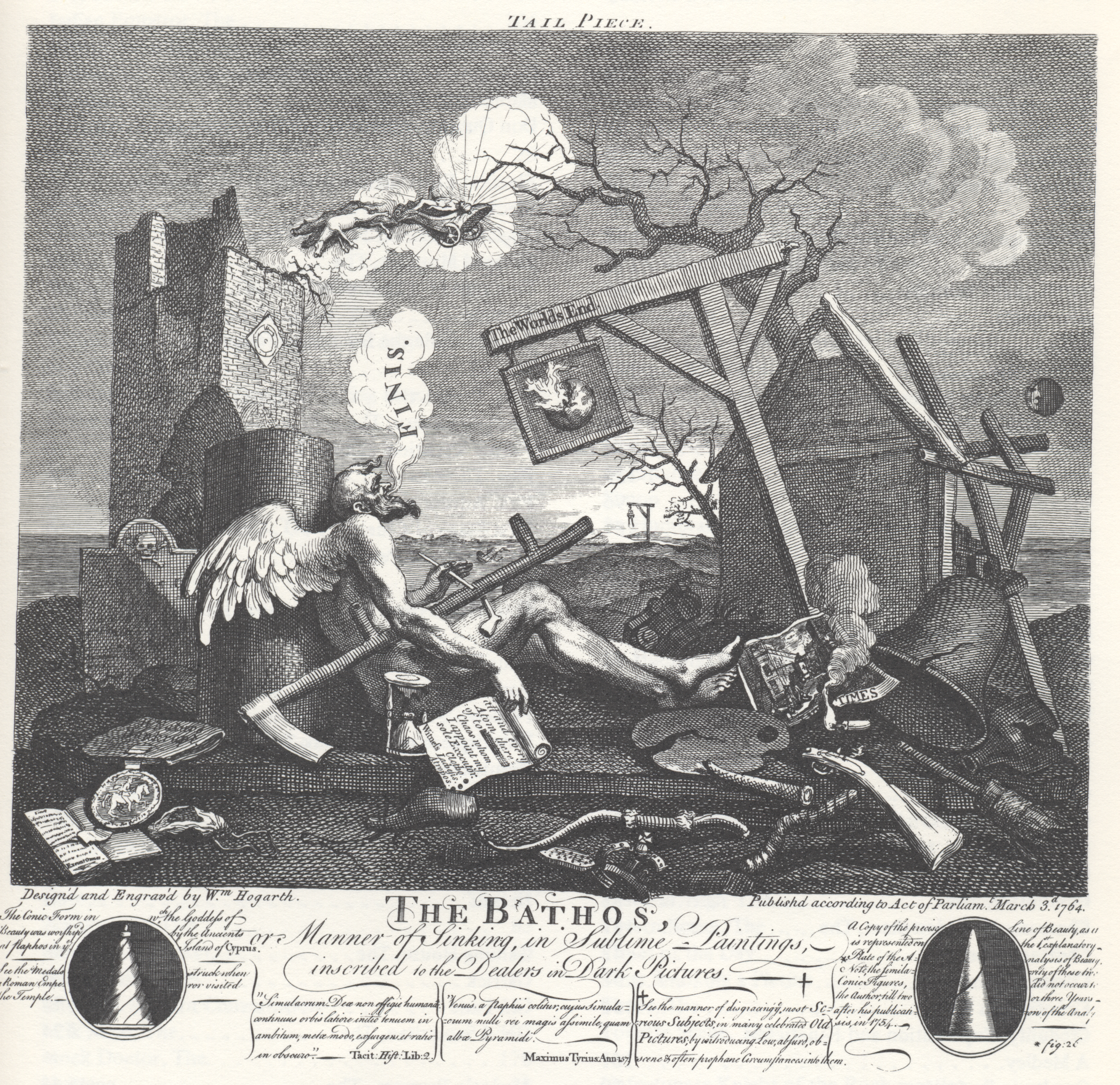
ホガース『The Bathos』

ポープがベイソスという言葉を作り出す数十年前、ジョン・ドライデンは王政復古期の超大作（Restoration spectacular）『Albion and Albanius』（1684年 - 1685年）に、息を呑むような魔法のごとき贅沢な舞台の1つを叙述した。「プローテウスの洞窟が海から浮上。それは真珠・珊瑚・大量の貝殻などの層で飾られた複数の岩造りのアーチから成っている。このアーチを通して海とドーバーの一部が見える」。
ポープ自身はというと、擬似英雄詩『髪盗人』の中でユーモアのために意図的にこの技法を使った。この詩では淑女がとりみだすのは愛する人の死か、飼い犬が死んだ時であると述べられる。
意図した時、それは風刺の1形式である。しかし、コンテクストが威厳があり深刻で壮大な解釈を要求する時はベイソスである。
ウィリアム・ホガースの最後のエングレービング『The Bathos, or the Manner of Sinking in Sublime Paintings inscribed to Dealers in Dark』（1764年）は、 滅亡の場面で疲れて横になっている「古き時の翁」（Old Father Time、時を老人に擬人化したもの）を描いたもので、当時流行していた崇高な美術作品やホガース自身の作品の風刺批評をパロディにしたものである。それは半年後のホガースの死を予兆する「ヴァニタス」（Vanitas。虚無を表す絵）や「メメント・モリ」に見えるかも知れない。『Tail Piece』という見出しのある作品は、ホガースのエングレービング集を縛るための装飾用カット（Tailpiece）を意図したものである。